# Max Popiersch
Max Popiersch (* 26. Mai 1893 in Pless; † 21. April 1942 in Lublin) war deutscher SS-Hauptsturmführer und erster Standortarzt im KZ Auschwitz.

## Allgemein
Popiersch, promovierter Arzt, war Soldat des Deutschen Heeres während des  Ersten Weltkrieges. Nach Kriegsende gehörte er bis Juli 1919 der Eisernen Division an, die er im Rang eines Gefreiten verließ. Zum 1. Mai 1933 trat Popiersch der NSDAP (Mitgliedsnummer 3.531.412) und im selben Jahr der SS bei (SS-Nummer 176.467). Ab Anfang September 1939 gehörte er der SS-Verfügungstruppe an, die bald darauf in der Waffen-SS aufging. Danach war Popiersch Truppenarzt im KZ Buchenwald und dem KZ Flossenbürg. Von dort wurde er im Juni 1940 in das KZ Auschwitz versetzt, wo bis Ende September 1941 als erster Standortarzt fungierte. Ab dem 1. Oktober 1941 wurde er als Standortarzt in das KZ Majdanek versetzt. Im Frühjahr 1942 erkrankte er an Flecktyphus und starb an den Folgen dieser Erkrankung am 21. April 1942 in Lublin.